# Henry Clay Irish
Henry Clay Irish (1868-1960) fue un botánico estadounidense. Desarrolló actividades académicas en el Jardín Botánico de Misuri.

## Algunas publicaciones
- 1901. Garden beans. Annual report 12. Missouri Botanical Garden. 85 pp.

- 1898. A revision of the genus Capsicum: with especial reference to garden varieties. Edición reimpresa de Missouri Botanical Garden, 58 pp. Reimpreso por BiblioBazaar, 2010 104 pp. ISBN 1177567857 en línea

- 1898. Comparative Phenological Notes. Contributions from the Botanical Department of the Iowa State College of Agriculture and Mechanic Arts 8. Editor	Tribune Print. Co. 17 pp.

## Honores

### Eponimia
- (Salicaceae) Populus irishiana Dode[1]
- La abreviatura «Irish» se emplea para indicar a Henry Clay Irish como autoridad en la descripción y clasificación científica de los vegetales.[2]